# 瓦厂桥 (哥本哈根)
瓦厂桥（丹麥語：Teglværksbroen）是一座上开桥，位于丹麦哥本哈根南港港区内，靠近瓦厂港（Teglværkshavnen）。连接瓦厂水道（Teglværksløbet）两岸的斯卢瑟霍尔门和采尔霍尔门。
瓦厂桥采用现代简约风格，参考了哥本哈根港内既有桥梁的一些设计元素。这座桥最显著的特点是拥有两个设计两个简洁而明快的三角形，夜间桥上拥有明亮的灯光。瓦厂桥使用的箱梁，顶部尺寸为20米*20米，在波兰格但斯克制造。

## 历史
瓦厂桥的规划、建设为21世纪初斯卢瑟霍尔门和采尔霍尔门的再发展工程的一部分。瓦厂桥于2007年开始规划工作。2008年，Hvidt & Mølgaard中标瓦厂桥的设计工作。2011年1月启用。